# T-55S1
T-55S1 ali M-55S1 je glavni bojni tank slovenske vojske. Prvi primeri so bili sprejeti pozno leta 1997.

### Zgodovina
Pred nekaj leti je Slovenija začela program za nadgradnjo svojih starih 100 mm oboroženih T-55 na nov standard, lokalno znan kot M-55S1. Nekateri sistemi so bili sicer zasnovani in izdelani v Sloveniji, zlasti na področju optike, druge dele pa dobavljajo tuje države, vključno z Izraelom.

### Razvoj
Nekaj let po osamosvojitvi je Slovenija začela program nadgradnje svojih starih 100 mm oboroženih T-55 na nov standard, lokalno znan kot M-55S1.
Ta nadgradnja se izvaja v Sloveniji in prvi posodobljeni M-55S1 so bili vrnjeni v svoje enote konec leta 1997 oziroma v začetku leta 1998.
Medtem ko so bili nekateri podsistemi zasnovani in izdelani v Sloveniji, predvsem na področju optike, so drugi deli dobavljeni iz tujine, med drugim iz Izraela.
Natančno število T-55 MBT, ki bodo nadgrajeni na novo konfiguracijo M-55S1 je 55.

### Tehnični pregled
Dizajn nadgrajenega M-55S1 je skoraj da identičen T-55
V Sloveniji izvedena nadgradnja pokriva tri glavna področja vozila: oklep, mobilnost in ognjeno moč.
Standardni 100 mm top D-10T, so zamenjali z 105 mm tankovskim topom tipa Royal Ordinance L7, ki lahko izstreli široko paleto vrst streliva, vključno z visokoeksplozivnim protitankovskim - sledilnikom (HEAT-T), stabiliziranim odpadnim sabotom, ki prebija oklep. (APFSDS-T) in High Explosive Squash Head - Tracer (HESH-T).
Top L7 kalibra 105 mm strelja z elektronskim sistemom, enako velja za mitraljez kalibra 7,62 mm, ki je nameščen soosno z glavno oborožitvijo. Nekateri primerki imajo na strehi tudi mitraljez kalibra 12,7 mm.
Cev premera 105 mm je bila opremljena s tridelnim toplotnim tulcem, ki naj bi zmanjšal upogibanje cevi za več kot 70 odstotkov, kar je pomagalo povečati natančnost orožja.
Nov računalniški sistem za nadzor ognja je bil nameščen v M-55S1, za katerega se trdi, da omogoča napad na nepremične in premikajoče se cilje z visoko verjetnostjo zadetka prvega naboja, medtem ko sam tank miruje ali se premika.
Strelni sistem ima tri načine delovanja, avtomatsko, polavtomatsko in ročno. V ročnem načinu mora posadka ročno vstaviti vrsto streliva, ki ga bo uporabila.
Strelec je opremljen s slovenskim dvoosnim stabiliziranim dnevnim/slikovnim merilnikom Fontana SGS-55 z laserskim daljinomerom, ki podaja informacije v računalnik za nadzor ognja. Na nekaterih tankih je na voljo tudi termalna različica tega sistema.
Vozilo je opremljeno s slovenskim COMTOS-55 za poveljnika, ki mu omogoča uporabo glavnega topa namesto strelca. Hkrati pa omogoča določanje razdalje, izbiro cilja ter streljanje z glavnim topom/spojnim mitraljezom. To je nameščeno pod obstoječim merilnikom TPN-10, ki je s sliko tarče, ki prihaja iz strelčevega pogleda, ohranjen s pomočjo nabojne naprave.
Vozniku je na voljo kombinirani dnevni/nočni periskop Fontana CODRIS, ki omogoča dnevno (vidno polje 80°) ali nočno (vidno polje 78°) vožnjo preprosto s pritiskom na stikalo.
Standardni T-55 ima kupolo in trup iz varjenega in litega jeklenega oklepa, toda za dodatno preživetje na bojišču je bil nadgrajeni M-55S1 opremljen z eksplozivno reaktivnim oklepom (ERA) na čelnem loku kupole, spodnji plošči in zgornji plošči trupa ter na straneh.
Ta oklep naj bi bil najnovejši izraelski sistem Super Blazer, ki zagotavlja visoko raven zaščite pred visoko-eksplozivnim protitankovskim (HEAT) napadom, vendar ga ni mogoče aktivirati z ognjem iz orožja malega kalibra.
Zgornji del vzmetenja je zaščiten s petdelno gumijasto oblogo, ki zagotavlja dve funkciji. Prvi je pomagati zmanjšati prah, drugi pa aktivirati eksplozivne bojne glave, v granatah, preden zadenejo glavni oklep vozila.
Za izboljšano mobilnost je bilo vzmetenje vozila zamenjano in zdaj je vsaka stran sestavljena iz petih koles z gumijastimi kolesi, pogonskega zobnika zadaj, vodila spredaj in štirih povratnih valjev. Nova širine 580 mm je bila opremljena z zamenljivimi gumijastimi podlogami, za voznika pa je bil nameščen hidravlični krmilni sistem.
Standardni T-55 je bil opremljen z V-12 vodno hlajenim dizelskim motorjem, ki naredi 580 konjskih moči, vendar je ta, v Sloveniji bil nadomeščen z dizelskim motorjem s 600 konjskimi močmi. Na voljo je možno namestiti tudi nov generator, ki vključuje dizelski motor MAN z 850 konji. Z bojno težo 40 ton bi ta generator zagotovil dobro razmerje med močjo in težo nekaj več kot 21 KM/tono.
Nadgrajeni M-55S1 se ne zanaša le na svoj izboljšan oklep za preživetje na bojišču, temveč je opremljen tudi s sistemom Fontana LIRD (detektor in opozorilnik laserskega IR radiacije). Sestavljen je iz glavne enote detektorja, nameščene na strehi, indikatorske enote in kabelskega snopa. To posadki omogoča ukrepanje, kot je premik na nov položaj ali aktiviranje naprav na krovu, kot so dimne granate.
Na obeh straneh kupole je nameščena skupina šestih sistemov takojšnjega samoobramba IS-6 CL-3030 izraelske vojaške industrije za bojna vozila – ki so že vrsto let nameščeni na izraelskih oklepnih vozilih. Ta izstreli granate na razdaljo 40 m in postavi 60 m široko dimno zaveso, ki traja približno dve minuti, odvisno od vetra. Tudi rezervoar lahko postavi dimno zaveso z vbrizgavanjem dizelskega goriva v izpušno odprtino na levi strani trupa.
Vsak prostor za motor in posadko je opremljen s sistemom za gašenje ognja. Vsak od teh sistemov obsega optične detektorje, jeklenke, napolnjene s plinom Halon 1301 in krmilno napravo, ki jo je mogoče upravljati samodejno ali ročno.
V M-55S1 je nameščen popolnoma nov komunikacijski sistem, ki vključuje dve novi anteni, nove radijske sprejemnike, interkom sistem VIC in zunanji telefon. Telefon je nameščen na zadnjem delu vozila na desni strani in omogoča spremljevalni pehoti, da se pogovarja s posadko tanka.

## Uporabniki

### Slovenija
Slovenija je imela v rezervi 30 tankov M-55S1. Eden je v parku vojaške zgodovine Pivka, eden je na rastavi v Vojašnici Generala Maistra Maribor, 28 pa jih je bilo poslanih v Ukrajino.

### Ukrajina
Jeseni leta 2022 je Slovenija v zameno za nemška vozila poslala 28 tankov Ukrajinski vojski, ki jih aktivno uporablja v obrambi proti ruski invaziji. Julija 2023 je bila optika enega izmed tankov poškodovana na območju Kremine, vendar je bil še vedno vozen. Istega meseca je bil na istem območju tudi prvi primer uničenja enega izmed poslanih tankov.